# Коксохімічний завод у Хелвані
Коксохімічний завод у Хелвані – колишнє підприємство металургійної галузі Єгипту, яке діяло на південній околиці каїрської агломерації.
З 1957-го в Хелвані діяв металургійний комбінат, для забезпечення якого коксом поряд звели завод компанії Al-Nasr for Coke and Chemicals. Перша коксова батарея продуктивністю 328 тисяч тон на рік стала до ладу в 1964-му. У 1974 до неї приєдналась друга з такою ж потужністю, а в 1979 та 1993 роках до них додали ще дві батареї з показниками по 560 тисяч тон. Як наслідок, загальна річна потужність заводу була не менше за 1,6 млн тон.
Все необхідне для роботи заводу вугілля імпортувалось, для чого Al-Nasr for Coke and Chemicals мала два причали в порту Александрії загальною пропускною здатністю 7 тисяч тон на добу, які могли приймати судна дедвейтом 100 тисяч та 45 тисяч тон. З Александрії сировина доправлялась річковим транспортом та розвантажувалась на третьому причалі в Хелвані із пропускною здатністю 4 тисячі тон на добу.
Частину коксового газу постачали на сусідній металургійний комбінат для використання як паливо. Крім того, з 1972-го частина цього газу споживалась зведеною у комплексі коксохімічного заводу установкою з випуску азотних добрив, яка продукувала 120 тисяч тон нітрату амонію на рік (із вмістом азоту на рівні 33,5%).
Підприємство вживало певних заходів щодо модернізації виробнцитва, так, в 2000 та 2006 роках відбулась перекладка перших двох батарей. Втім, через поганий технічний стан завод був не здатний забезпечувати потреби металургійного комбінату, так, в 2013-му покриття 50% потреб розцінювалось як досягнення.
У підсумку вирішальною для долі коксохімічного заводу стало прийняття у 2021-му рішення про закриття Хелуанського металургійного комбінату. Кокс могли відвантажувати на експорт через зазначені вище портові потужності, проте, з урахуванням роботи на 100% імпортованому вугіллі, логістичні витрати робили діяльність підприємства нерентабельною. Як наслідок, в 2022-му оголосили про закриття коксохімічного заводу. 
Також можливо відзначити, що Al-Nasr for Coke and Chemicals є власником 10% акцій зведеного поруч заводу азотних добрив, що працює на природному газі.